# Чёрная пятница (распродажи)
Чёрная пятница (англ. Black Friday) — пятница после Дня благодарения в США. С неё начинается традиционный рождественский сезон распродаж. Обычай устраивать распродажи в этот день установился ещё в XIX веке, а термин «чёрная пятница» появился в 1966 году и поначалу употреблялся в основном на Восточном побережье США. Из-за того, что День благодарения приходится на четвёртый четверг ноября, чёрная пятница выпадает в промежуток времени с 23 по 29 ноября.
Чёрная пятница не является официальным праздником, но многие работники в этот день берут отгул, за исключением сотрудников розничной торговли, так как в этот день поток покупателей существенно возрастает. В чёрную пятницу магазины открываются очень рано — около 5 утра, а некоторые крупнейшие торговые сети — даже в полночь. Первым покупателям предлагаются серьёзные скидки — от 50 до 80 % — это делается для того, чтобы привлечь в магазины как можно больше покупателей.
Термин «чёрная пятница» впервые появился в Филадельфии и означал сильные пробки на дорогах в пятницу после Дня благодарения. Современная трактовка этого термина в английском языке более позитивная — связана с идиомой «in the black» (то есть «положительный баланс», в противоположность «in the red»), подразумевая что многие продавцы «выйдут в плюс» в этот день.
Начиная с 2000-х годов ряд компаний проводит схожую распродажу в других странах мира, с 2010-х — в России.

## Розничные распродажи в США (статистика)
Национальная федерация розничной торговли США регулярно публикует данные о продажах в День благодарения. Совокупное количество покупателей в последние годы превышает 200 миллионов человек; средний чек — порядка $400.
Статистика показывает, что около 20 % всей розничной торговли в США совершается в период между чёрной пятницей и Рождеством.

## Чёрная пятница в России
Впервые в России распродажи под названием «чёрная пятница» были проведены 6 декабря 2013 года, на неделю позже, чем во всём мире. С 2014 года большинство распродаж проходит параллельно со всем миром, но с 19:00 четверга по воскресенье. Несмотря на то, что чёрная пятница проходит в ноябре, некоторые ритейлеры используют популярность и узнаваемость этого термина, проводя распродажи под таким названием в течение всего года.
В 2018 году объём продаж в чёрную пятницу в онлайне составил более 15 млрд рублей, в 2 раза превысив результат предыдущего года. По оценкам 2019 года, объём онлайн-распродаж в России достиг 22,3 млрд рублей.

## Спор о товарном знаке «Black Friday» в России
В 2016 году на имя российской компании ООО «Блэк Фрайдэй» был зарегистрирован товарный знак «Black Friday». Таким образом компания фактически монополизировала использование обозначения «Black Friday» при проведении онлайн-распродаж.
В 2017 году Федеральная антимонопольная служба, рассмотрев заявление Ассоциации компаний интернет-торговли (объединяет около 30 ретейлеров, включая «М.Видео», "Ozon.ru" и "Авито"), признала действия ООО «Блэк Фрайдэй», связанные с приобретением и использованием исключительного права на товарный знак «Black Friday», актом недобросовестной конкуренции.
В 2018 году Суд по интеллектуальным правам подтвердил правомерность решения Федеральной антимонопольной службы.